# Inégalité de Gauss
En théorie des probabilités, l'inégalité de Gauss donne une borne supérieure à la probabilité qu'une variable aléatoire unimodale se trouve à plus d'une distance donnée de son mode.
Soit X une variable aléatoire unimodale de mode m, et soit τ2 soit l'espérance de (X − m) 2. (τ2 peut également être exprimée comme (μ − m)2 + σ2, où μ et σ sont la moyenne et l'écart type de X). Alors pour toute valeur positive de k,
{\displaystyle \mathbb {P} (|X-m|>k)\leq {\begin{cases}\left({\frac {2\tau }{3k}}\right)^{2}&{\text{si }}k\geq {\frac {2\tau }{\sqrt {3}}}\\[6pt]1-{\frac {k}{\tau {\sqrt {3}}}}&{\text{si }}0\leq k\leq {\frac {2\tau }{\sqrt {3}}}.\end{cases}}}
Le théorème a été démontré pour la première fois par Carl Friedrich Gauss en 1823.

## Comparaison avec d'autres inégalités de concentration
La borne donnée par l'inégalité de Gauss est plus forte que celle de l'inégalité de Beinaymé-Tchebychev, mais elle possède deux inconvénients majeurs : la borne inférieure dans l'inégalité de Gauss n'est valide que sous des conditions très strictes et elle impose de connaitre la valeur, pour {\displaystyle a>0} donné, si la valeur de {\displaystyle \mathbb {P} (|X|>a\sigma _{X})} est supérieure ou inféireure a 2/3.

## Extensions aux moments d'ordre supérieur
Winkler a étendu en 1866 l'inégalité de Gauss aux moments d'ordre r > 0 et la distribution est unimodale avec un mode en zéro. C'est ce qu'on appelle parfois l'inégalité de Camp-Meidell,.
{\displaystyle \mathbb {P} (|X|\geq k)\leq \left({\frac {r}{r+1}}\right)^{r}{\frac {\mathbb {E} (|X|)^{r}}{k^{r}}}\quad {\text{si}}\quad k^{r}\geq {\frac {r^{r}}{(r+1)^{r+1}}}\mathbb {E} (|X|^{r}),}
{\displaystyle \mathbb {P} (|X|\geq k)\leq \left(1-\left[{\frac {k^{r}}{(r+1)\mathbb {E} (|X|)^{r}}}\right]^{1/r}\right)\quad {\text{si}}\quad k^{r}\leq {\frac {r^{r}}{(r+1)^{r+1}}}\mathbb {E} (|X|^{r}).}
La borne de Gauss a été ultérieurement affinée et étendue pour s'appliquer aux écarts à la moyenne plutôt qu'au mode grâce à l'inégalité de Vysochanskiï-Petunin. Cette dernière a été étendue par Dharmadhikari et Joag-Dev 
{\displaystyle \mathbb {P} (|X|>k)\leq \max \left(\left[{\frac {r}{(r+1)k}}\right]^{r}\mathbb {E} |X^{r}|,{\frac {s}{(s-1)k^{r}}}\mathbb {E} |X^{r}|-{\frac {1}{s-1}}\right)}
où s est une constante satisfaisant à la fois s > r + 1 et s(s − l − 1)= rr et l > 0.
On peut montrer que ces inégalités sont les meilleures possibles et qu’un affinement supplémentaire des limites nécessite que des restrictions supplémentaires soient placées sur les distributions.